# Salatfad
Salatfad er slang for et stort, lukket køretøj som politiet bruger til transport af fanger eller mandskab. En mulig kilde er fransk panier à salade egentlig betydning 'trådkurv (som anvendes til at slynge vand fra skyllet salat)', navnet skyldes trådkurvens lighed med politivognens gittervinduer.